# نیکولا رادوویچ
نیکولا رادوویچ (سیریلیک صربی: Никола Радовић؛ ۱۰ مارس ۱۹۳۳ – ۲۸ ژانویهٔ ۱۹۹۱) بازیکن فوتبال اهل یوگسلاوی بود.
از باشگاه‌هایی که در آن بازی کرده‌است می‌توان به باشگاه فوتبال هایدوک اسپلیت اشاره کرد.
وی همچنین در تیم ملی فوتبال یوگسلاوی بازی کرده‌است.
وی در مسابقات کشوری و بین‌المللی در مجموع برندهٔ ۱ مدال نقره شده‌است.